# Almindelig ildkrone
Almindelig ildkrone (Lantana camara) er en vintergrøn busk med en opret eller opstigende, stiv og tæt forgrenet vækst. Alle dele af planten er giftige med undtagelse af de helt modne (sorte) stenfrugter.

## Beskrivelse
Barken er først lysegrøn, men senere bliver den rødbrun, og til sidst har gamle grene en svagt furet, grå bark. Skuddene er firkantede og hule med bagudrettede børster eller små torne, der gør dem ru at føle på. Knopperne er små og modsat stillede, spidst ægformede og lysegrønne. Bladene er stilkede og hele, ovale i formen og med tandet eller savtakket rand. Oversiden er rynket og blankt mørkegrøn, mens undersiden er lysegrøn. Begge bladsider er ru på grund af stive hår. 
Blomstringen foregår over en lang periode fra maj til september. Blomsterne er samlet i kompakte hoveder, og de enkelte blomster er gule eller orangerøde, skiftende til blårød eller violet. Frugterne er blå til sorte stenfrugter med nogle få kerner.
Rodnettet er kraftigt og både dybtgående og vidt udbredt. 
Højde x bredde og årlig tilvækst: Cirka 2,00 x 2,00 m (25 x 25 cm/år).

## Hjemsted
Almindelig ildkrone er naturligt udbredt i Mellemamerika, på de større, Vestindiske Øer og i det nordligste Sydamerika. Desuden er den naturaliseret og stærkt invasiv i andre subtropiske og tropiske egne (den findes i 60 lande mellem 35°N og 35°S. 
Artens brede, geografiske spredning afspejler den store økologiske tolerance. Den findes på meget forskellige voksesteder og i mange jordtyper. Almindeligvis vokser den bedst i åbne områder som forladte marker, skovbryn, strandbredder og afbrændte skovområder. Desuden indfinder den sig langs vejkanter, jernbanestrækninger og byggepladser.

På den caribiske ø, Anegada, findes arten på hård kalkklippe sammen med bl.a. Acacia anegadensis (en art af akacie), Agave missionum, Crotón discolor (en art af kroton), Euphorbia petiolaris (en art af vortemælk) og hvid frangipani

## Anvendelse
Arten har været kendt og brugt som prydplante i Sydeuropa siden det 16. århundrede, og der har været arbejdet intenst på at skabe nye sorter. I Danmark betragtes den som en sommerblomst (dvs. en udplantningsplante, der kun overlever i haven ét år). Den skal have en lysåben vokseplads, veldrænet, gruset jord og ikke for meget gødning for at trives godt.
| Portal | Portal:Botanik |